# Fantazie (skladba)
Fantazie je hudební skladba volného charakteru, nemá pevně danou formu. V některých případech je celé dílo tvořeno směsí volně propojených motivů, jindy může mít rámec některé tradiční hudební formy, do kterého jsou vloženy například improvizační pasáže nebo netypické prvky. Poměrně častým jevem u fantazií je plynutí hudby stále dopředu, nedochází k reprízám nebo repeticím.